# Supermodel (album)
Supermodel là album phòng thu thứ hai của ban nhạc indie rock Foster the People. Album được đồng sản xuất bởi trưởng nhóm Mark Foster và nhạc sĩ người Anh Paul Epworth, và được phát hành bởi Columbia Records vào ngày 14 Tháng Ba năm 2014 tại các nước phát hành thứ sáu (Friday-release countries) và ngày 18 Tháng Ba năm 2014 tại Hoa Kỳ. Nó là album theo sau album đầu tay vào năm 2011 của ban nhạc, Torches.
Trong Album, Supermodel có chủ đề phổ biến và nặng nề của văn hóa đại chúng và tư tưởng tiêu dùng tiêu cực trong suốt bản thu. Trình bày hầu hết bởi Foster, với các vấn đề xã hội và "mặt xấu của chủ nghĩa tư bản", vấn đề mà đã ảnh hưởng và thu hút Foster trong quá trình sáng tạo album. Ghi âm và sản xuất trong suốt năm 2012 và 2013, album cũng có một sự chi phối nhỏ từ những âm thanh của Torches.

## Đón nhận
| Đánh giá chuyên môn  | Đánh giá chuyên môn |
| Điểm trung bình      | Điểm trung bình     |
| Nguồn                | Đánh giá            |
| -------------------- | ------------------- |
| Metacritic           | 58/100              |
| Nguồn đánh giá       |                     |
| Nguồn                | Đánh giá            |
| AllMusic             | [ 2 ]               |
| Alternative Press    | [ 3 ]               |
| The Austin Chronicle | [ 4 ]               |
| Clash                | 6/10                |
| Consequence of Sound | D+                  |
| Q                    | [ 7 ]               |
| Rolling Stone        | [ 8 ]               |
| Slant Magazine       | [ 9 ]               |
| Spin                 | 5/10                |
| Uncut                | 8/10                |
| USA Today            | [ 12 ]              |

Sau khi phát hành, Supermodel đã nhận được những ý kiến trái chiều từ các nhà phê bình âm nhạc. Mặc dù phần lớn các đánh giá so sánh album với album đầu tay của ban nhạc Torches, các nhà phê bình đã ca ngợi lẫn chỉ trích  cả những âm thanh của album, chủ đề của album, và sự tương phản giữa nhạc cụ tươi sáng và lời bài hát mang tính ngược lại. Tại Metacritic, trên thang điểm chuẩn 100 từ các nhà phê bình chính thống, album nhận được trung bình 58 điểm, nhận được "đánh giá hỗn hợp hoặc trung bình", dựa trên 25 ý kiến vào ngày 11 tháng 4 năm 2014.

## Danh sách bài hát
| Supermodel       | Supermodel                                  | Supermodel                                                | Supermodel       | Supermodel |
| STT              | Nhan đề                                     | Sáng tác                                                  | Sản xuất         | Thời lượng |
| ---------------- | ------------------------------------------- | --------------------------------------------------------- | ---------------- | ---------- |
| 1.               | "Are You What You Want to Be?"              | Mark Foster, Greg Kurstin                                 |                  | 4:30       |
| 2.               | "Ask Yourself"                              | Foster, Kurstin                                           |                  | 4:23       |
| 3.               | "Coming of Age"                             | Foster, Isom Innis, Jacob Fink, Sean Cimino, Paul Epworth | Epworth, Foster  | 4:40       |
| 4.               | "Nevermind"                                 | Foster, Kurstin                                           |                  | 5:17       |
| 5.               | "Pseudologia Fantastica"                    | Foster, Epworth                                           | Epworth, Foster  | 5:31       |
| 6.               | "The Angelic Welcome of Mr. Jones"          | Foster                                                    |                  | 0:33       |
| 7.               | "Best Friend"                               | Foster, Innis                                             |                  | 4:28       |
| 8.               | "A Beginner's Guide to Destroying the Moon" | Foster, Epworth, Mike Volpe                               |                  | 4:39       |
| 9.               | "Goats in Trees"                            | Foster, Epworth                                           |                  | 5:09       |
| 10.              | "The Truth"                                 | Foster, Innis, Matthew Wilcox, Luca Venter                |                  | 4:29       |
| 11.              | "Fire Escape"                               | Foster                                                    |                  | 4:22       |
| Tổng thời lượng: | Tổng thời lượng:                            | Tổng thời lượng:                                          | Tổng thời lượng: | 47:57      |

| Supermodel Pre-order edition | Supermodel Pre-order edition | Supermodel Pre-order edition |
| STT                          | Nhan đề                      | Thời lượng                   |
| ---------------------------- | ---------------------------- | ---------------------------- |
| 12.                          | "Tabloid Super Junkie"       | 6:00                         |
| Tổng thời lượng:             | Tổng thời lượng:             | 53:57                        |

## Bảng xếp hạng

### Bảng xếp hạng hàng tuần
| BXH (2014)                               | Vị trí cao nhất |
| ---------------------------------------- | --------------- |
| Album Úc (ARIA)                          | 8               |
| Album Bỉ (Ultratop Vlaanderen)           | 93              |
| Album Bỉ (Ultratop Wallonie)             | 104             |
| Album Canada (Billboard)                 | 4               |
| Album Phần Lan (Suomen virallinen lista) | 50              |
| Album Pháp (SNEP)                        | 51              |
| Album Hà Lan (Album Top 100)             | 57              |
| Album New Zealand (RMNZ)                 | 17              |
| Album Ba Lan (ZPAV)                      | 16              |
| Album Tây Ban Nha (PROMUSICAE)           | 70              |
| Album Thụy Sĩ (Schweizer Hitparade)      | 17              |
| Album Hoa Kỳ Billboard 200               | 3               |
| Album Hoa Kỳ Top Alternative (Billboard) | 1               |
| Album Hoa Kỳ Top Rock (Billboard)        | 1               |

## Lịch sử phát hành
| Khu vực     | Ngày                | Định dạng        | Nhãn             |
| ----------- | ------------------- | ---------------- | ---------------- |
| Australia   | 14 tháng 3 năm 2014 | Digital download | Columbia Records |
| New Zealand | 14 tháng 3 năm 2014 | Digital download | Columbia Records |
| Pháp        | 17 tháng 3 năm 2014 | Digital download | Columbia Records |
| Hoa Kỳ      | 18 tháng 3 năm 2014 | CD               | Columbia Records |
| Hoa Kỳ      | 18 tháng 3 năm 2014 | Digital download | Columbia Records |
| Hoa Kỳ      | 18 tháng 3 năm 2014 | Vinyl            | Columbia Records |
| Anh         | 24 tháng 3 năm 2014 | Digital download | Columbia Records |